# Lendava
Lendava (en húngaro: Lendva o Alsólendva) es una localidad eslovena, capital del municipio homónimo en la región de Transmurania del este del país. Se encuentra al pie de las montañas de Lendava, junto al río Lendava.

## Historia
La ciudad se menciona por primera vez, supuestamente, en el documento "Conversio Bogoariorum et Caranatanorum", en el año 871. El trabajo habla sobre una iglesia que fue consagrada por el obispo Liupram, en la ciudad "Lindolves", en el año 853. La ciudad se menciona, con seguridad, en las escrituras desde el año 1192, bajo el nombre "Lindva". Entonces Lendava estaba en las manos de la familia Hoholt, después llamada Bánffy. En los tiempos de la Reforma la ciudad fue muy importante, porque el conde Nikolaj Bánffy creó la imprenta que publicaba los libros de protestantismo en lengua húngara. En los años 1934 – 1935 se publicó en Lendava el boletín del Partido Comunista de Yugoslavia, llamado "La justicia de la nación" (“Ljudska pravica”). En 1939 se fundó la dirección del Partido Comunista de Eslovenia para la región de Prekmurje. En el año 1902, fue fundada la comunidad evangelista y hasta la Segunda Guerra Mundial también fue muy importante la comunidad judía. En el año 1941, la ciudad estuvo bajo el poder de Hungría. El 4 de abril de 1945 Lendava fue liberada por el Ejército Rojo (“Rdeča armada”).

## Lendava en la actualidad

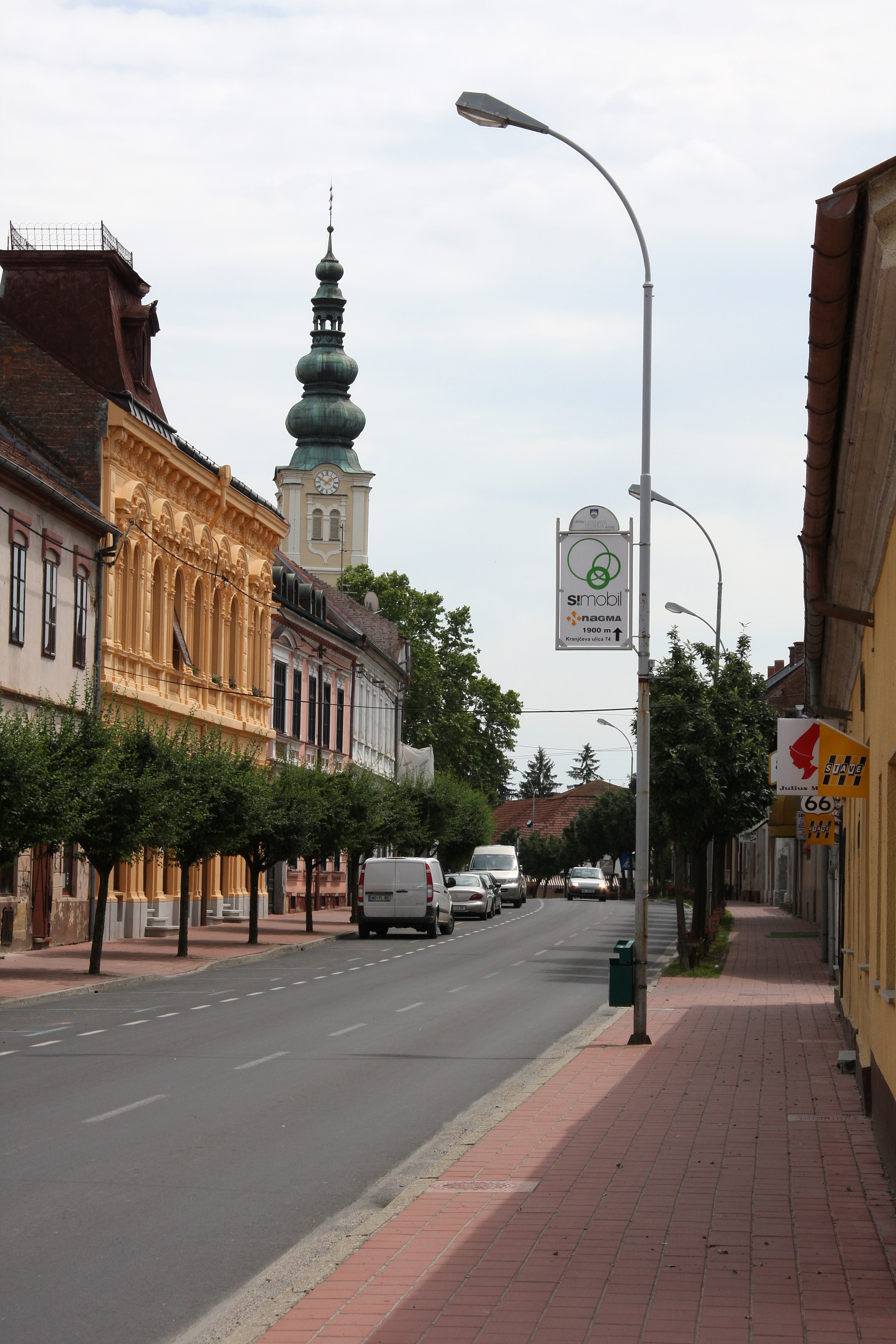
Lendava, calle principal

Lendava es una ciudad del extremo este del país, junto a la frontera con Hungría. La ciudad tiene 3395 habitantes, con una importante minoría de húngaros. Todas las inscripciones, todo el sistema educativo y todos los empleos públicos son bilingües. Lendava tiene una escuela primaria bilingüe y diferentes escuelas secundarias. El casco histórico se sitúa arriba, a causa de las frecuentes inundaciones, y se extendió, después del año 1945, al norte (Dolga vas) y al este (Čentibe). Toda la industria ha crecido hacia el sur y ha acelerado el progreso de la ciudad. La economía de la ciudad está representada por la industria del metal, la Refinería de petróleo Lendava, las industrias farmacéuticas de la compañía farmacéutica Lek y las Termas de Lendava. En la parte superior de la ciudad se encuentra el Castillo de Lendava, donde hay un museo. Es famoso el mercado de Lendava, muy antiguo y abastecido por la abundante recolección agraria, así como por el vino de las montañas de Lendava y Dolga vas.